# 金城大和
金城 大和（きんじょう やまと、1983年9月9日 - ）は、日本の俳優、声優。沖縄県那覇市出身。ステイラック所属。
妹はシンガーソングライターの金城しおり。

## 略歴
2002年に、高校卒業と同時に上京し、居酒屋、警備員などのアルバイトを経験。2010年に俳優デビューし、舞台を中心に活動。
2013年、スーパー戦隊シリーズ『獣電戦隊キョウリュウジャー』にてキョウリュウブルー / 有働ノブハル役で初のテレビドラマレギュラー出演。当時、29歳で出演することについて、「この年でヒーローになるなんて…」と喜びを表していた。
2014年、『遊☆戯☆王ARC-V』にて黒咲隼役として声優デビュー。同年5月、オフィスセレソンから青年座映画放送に移籍。
2019年1月1日、女優（当時）の小谷早弥花との入籍をブログで報告した。
2021年3月、青年座映画放送を退社。同年5月26日、自身のTwitterで、第1子女児が誕生したことを報告。同年11月、フリーランスを経てステイラックに所属となる。

## 人物
趣味はバスケットボール、三線、舞台鑑賞。

## 出演
太字はメインキャラクター。

### テレビドラマ
- スーパー戦隊シリーズ（テレビ朝日） - 有働ノブハル / キョウリュウブルー 役
  - 獣電戦隊キョウリュウジャー（2013年2月17日 - 2014年2月9日）
  - 王様戦隊キングオージャー 第32話・第33話（2023年10月8日・15日）[8]
- TEAM -警視庁特別犯罪捜査本部- 第8話（2014年6月4日、テレビ朝日） - 宮本正彦 役
- 水曜ミステリー9 夏樹静子サスペンス 逆転弁護士ヤブハラ 証言拒否（2015年2月18日、テレビ東京） - 大山国浩 役
- 月曜ゴールデン特別企画 水戸黄門 スペシャル（2015年6月29日、TBS） - 佐吉 役
- 琉球歴史ドラマ 尚巴志（2017年3月15日 - 29日、琉球放送） - 主演・尚巴志 役[9]
- ウチの夫は仕事ができない 第9話（2017年9月9日、日本テレビ）
- 弱虫ペダル Season2 第5話（2017年9月15日、BSスカパー!）
- 24時間テレビ42ドラマスペシャル 絆のペダル（2019年8月24日、日本テレビ）
- オキナワンヒーローズ（2022年4月27日 - 6月29日、沖縄テレビ） - 主演・ヒロト / 琉神マブヤー 役
- 仮面ライダーギーツ 第1・17 - 19話（2022年9月4日・2023年1月8日・15日・22日、テレビ朝日） - 豪徳寺武 / 仮面ライダーシロー 役[10]
- 連続ドラマW フェンス 第4話（2023年4月9日、WOWOW） - 若者 役[11]

### ウェブドラマ
- ネット版 仮面ライダー×スーパー戦隊×宇宙刑事 スーパーヒーロー大戦乙!〜Heroo!知恵袋〜あなたのお悩み解決します!（2013年） - 有働ノブハル 役
- 勇敢戦隊ブレイブフロンティア（2018年2月12日、YouTube） - 水のブレイブ セレナ 役
- 獣電戦隊キョウリュウジャー ブレイブ33.5 これぞブレイブ!たたかいのフロンティア（2018年2月12日、YouTube） - 有働ノブハル / キョウリュウブルー 役
- Huluオリジナルストーリー 臨床犯罪学者 火村英生の推理2019「狩人の悪夢」編（2019年9月29日・10月6日、Hulu） - 大泉鉄斎 役

### 映画
- スーパー戦隊シリーズ（東映） - 有働ノブハル / キョウリュウブルー 役
  - 特命戦隊ゴーバスターズVS海賊戦隊ゴーカイジャー THE MOVIE（2013年1月19日） - 声のみ
  - 仮面ライダー×スーパー戦隊×宇宙刑事 スーパーヒーロー大戦Z（2013年4月27日）
  - 劇場版 獣電戦隊キョウリュウジャー ガブリンチョ・オブ・ミュージック（2013年8月3日）
  - 獣電戦隊キョウリュウジャーVSゴーバスターズ 恐竜大決戦! さらば永遠の友よ（2014年1月18日）
  - 烈車戦隊トッキュウジャーVSキョウリュウジャー THE MOVIE（2015年1月17日）
- 俺たち賞金稼ぎ団（2014年5月10日、東映） - 青木純蔵 役[12]
- 普通じゃない職業（2017年2月25日、トキメディアワークス） - 主演・大和 役（楡木直也とのダブル主演）
- 稽古場「リアクション・マスター」（2021年12月4日、FAITHentertainment）[13]
- ハオト（2025年8月8日、渋谷プロダクション、丈監督）[14]

### オリジナルビデオ
- スーパー戦隊シリーズ
  - 獣電戦隊キョウリュウジャー でたァ〜ッ! まなつのアームド・オンまつり!!（2013年） - 有働ノブハル / キョウリュウブルー 役
  - 帰ってきた獣電戦隊キョウリュウジャー 100 YEARS AFTER（2014年6月20日、東映ビデオ） - 有働ノブハル / キョウリュウブルー、ノブ太さん / キョウリュウブルー 役
  - 王様戦隊キングオージャーVSキョウリュウジャー（2024年10月9日） - 有働ノブハル 役

### 舞台
- 東京チャップリンCOMPANY「マイ・ホーム・タウン」（2010年5月26日 - 29日、劇場HOPE）
- 東京チャップリンCOMPANY「AVATAR」
- 東京セレソンデラックス「WHAT A WONDERFUL LIFE!ver.2010」（2010年3月、シアターサンモール）
- 東京セレソンデラックス番外公演「ガッツ・ザ・セレソン」（2011年）
- 東京セレソンデラックス番外公演「ピリオド」（2012年4月） - 比嘉 役
- HYBRID PROJECT Vol.12「大江戸バックドラフト」（2014年10月16日 - 19日、紀伊國屋ホール） - 塵太 役
- JOE Company ロングラン公演「マギサの家」（2015年2月 - 3月） - 堂上秋雄 役
- 俺たち賞金稼ぎ団（2015年12月） - 青木純蔵 役
  - さらば俺たち賞金稼ぎ団（2017年2月）
- 蜂寅企画第12回公演「忘れな三助～大江戸絢爛湯屋物語～」（2017年4月19日 - 23日、中野ザ・ポケット） - 三助 役
- JOE Company Reboot Stage「ええ、アイ」（東京公演：2018年1月17日 - 28日、中野ザ・ポケット / 宮古島市マティダお笑い劇場招聘公演：2018年2月8日、マティダ市民劇場）
- 蜂寅企画第14回公演「最果て忠敬」（2018年4月11日 - 15日、中野ザ・ポケット） - 秀蔵 役
- 朗読劇「ニュー・ルネッサンス・イン・パリ」（2024年7月24日、博品館劇場）[15]
- 朗読劇「白昼夢の青写真 CASE-_ 誰が為のIHATOV」（2024年8月3日、山野ホール）[16]
- ぽわわわわん ろっこめ「あるひ森のなか短編にであった」（2024年11月3日 - 5日、調布市せんがわ劇場）[17]

### バラエティ
- モテ福（2014年7月26日 - 2015年2月13日、テレ玉 他） - カリオ 役
- 戦国炒飯TV 〜なんとなく歴史が学べる映像〜「元気すぎる居酒屋」 第1回（2020年8月16日、TOKYO MX 他） - 上杉謙信 役[18]

### CM
- オリオンビール
  - 麦職人（2015年 - 2018年）
  - クリアフリー（2022年）

### テレビアニメ
2014年
- 遊☆戯☆王ARC-V（2014年 - 2017年、黒咲隼）
- グリザイアの果実（黒服3）

2015年
- アルドノア・ゼロ（副長、連合軍オペレーター）
- GANGSTA.（チンピラ、男性客、BASTARD客、BASTARD店員・アフロ）
- すべてがFになる
- ハイキュー!!（2015年 - 2016年、田沢裕樹、稲垣功、鳴子哲平、男A、青城応援、男子生徒 他） - 2シリーズ

2016年
- 僕だけがいない街
- ベイブレードバースト（2016年 - 2017年、駒崎新次郎）
- ドリフターズ（エルフ）

2017年
- Code:Realize 〜創世の姫君〜（村人）

2018年
- ラストピリオド -終わりなき螺旋の物語-（ジレッド）
- 中間管理録トネガワ（客、債務者A）
- ゾンビランドサガ（観客1）

2019年
- 臨死!!江古田ちゃん（マーくん）
- おしりたんてい（ツネマツ）

2020年
- 体操ザムライ（ギャングのヘッド）

2021年
- ドラゴンクエスト ダイの大冒険（ホルキンス）

2022年
- チェンソーマン（警官B）

2023年
- 彼女が公爵邸に行った理由（ジョンデーン・マクミラン）
- AIの遺電子（覚える君）

2025年
- 沖縄で好きになった子が方言すぎてツラすぎる（比嘉鉄）
- 戦隊レッド 異世界で冒険者になる（ツナガLAN）
- 最強の王様、二度目の人生は何をする?（レイノルズ・レイウィン）

### Webアニメ
- ナンバカ（2017年、八力大仙）
- ライジングインパクト（2024年、ライアン・グルーム[26]）

### 劇場アニメ
- CYBORG009 CALL OF JUSTICE（2016年、ブレスドC、ガーディアン隊員B・G・H）
- 夜明け告げるルーのうた（2017年、警官）
- THE FIRST SLAM DUNK（2022年）

### OVA
- 新テニスの王子様 OVA vs Genius10（2014年、袴田伊蔵）
- 棺姫のチャイカ AVENGING BATTLE（2015年、俳優B） - 単行本第12巻特装版付属

### ゲーム
- リベリオンブレイド（2015年、ジラフ、ヴィソルオ）
- 5人の恋プリンス〜秘密の契約結婚〜（2015年、小暮）
- ラストピリオド -終わりなき螺旋の物語-（2016年、ジレッド[27]）
- アヴァロンΩ（2016年、ガイ[28]）
- 遊戯王 デュエルリンクス（2023年、黒咲隼[29]）

### ドラマCD
- ヤンキーショタとオタクおねえさん（2018年、和斗[30]）

### デジタルコミック
- ULTRAMAN（2015年、エイダシク星人）
- 食キング（2015年、ピーター）
- ゴルゴ13×外務省 安全対策マニュアル（2022年、柳田[31]）
- 今日も明日も、君と（2022年、社長、日高、ラーメン屋店長）[32]
- ジェナダイバージョン3to1（2022年、ババズラギ[33]）

### 吹き替え

#### 映画（吹き替え）
2015年
- 誰よりも狙われた男（イッサ・カルポフ〈グリゴリー・ドブリギン〉）
- テッド2（本人役〈トム・ブレイディ〉）
- ワイルド・スピード SKY MISSION（トゥインキー〈シャド・モス〉）
- マッハ!無限大（ナンバー2〈マレセ・クランプ〉）

2016年
- ジョン・ウィック（ヨセフ・タラソフ〈アルフィー・アレン〉）
- ナイトクローラー（リック〈リズ・アーメッド〉）
- ホット・ボット（ロドニー〈ジョン・ロビンソン〉）
- ゲット! マイライフ（カルロス・フエンテス〈ジェフ・リマ〉）
- ヘリオス 赤い諜報戦（ファン警部〈ショーン・ユー〉）
- アクト・オブ・ウォー（ゾルタン）
- サウスポー
- 二ツ星の料理人（デヴィッド〈サム・キーリー〉）
- キング・オブ・エジプト
- ビバリーヒルズ・コップ（ビリー・ローズウッド〈ジャッジ・ラインホルド〉）※Netflix版
- ビバリーヒルズ・コップ2（ビリー・ローズウッド〈ジャッジ・ラインホルド〉）※Netflix版
- ミッドナイト・エクスプレス（ビリー・ヘイズ〈ブラッド・デイヴィス〉）※Netflix版

2017年
- フリークス・シティ（ダグ〈ニコラス・ブラウン〉）
- ワイルド・スピード ICE BREAK（技師1）
- 王様のためのホログラム（デイヴ〈ベン・ウィショー〉）
- ザ・ベビーシッター（サミュエル〈ダグ・ヘイリー〉）
- アトラクション 制圧（ヘイコン〈リナル・ムハメトフ〉）
- エル・カミーノ・クリスマス（マイク〈ジミー・O・ヤン〉）
- 海底47m（ベンジャミン〈サンティアゴ・セグラ〉）

2018年
- ヴァレリアン 千の惑星の救世主（マートリ ）
- おとぎ話を忘れたくて
- TAU/タウ（サブジェクト2〈フィストン・バレク〉）
- ワンダー 君は太陽（ブラウン先生〈ダヴィード・ディグス〉）

2019年
- 嘘はフィクサーのはじまり（仲介人スラル・カッツ〈ハンク・アザリア〉）
- 移動都市/モータル・エンジン（トア・ヘケ〈カーン・ウェスト〉）

2020年
- ワンス・アポン・ア・タイム・イン・ハリウッド（テックス・ワトソン〈オースティン・バトラー〉）
- アトラクション -侵略-（ヘイコン〈リナル・ムハメトフ〉）

2021年
- グレート・ホワイト（ジョー/ジョウジ〈ティム・カノ〉）
- バースデーケーキ: 血の粛清（ジオ〈シャイロ・フェルナンデス〉）
- ミックステープ: 伝えられずにいたこと（ウェス・ケリー〈ジャクソン・ラスボーン〉）

2024年
- ミアの事件簿: 疑惑のアーティスト（カル〈ショーン・サガル〉
- ボルテスV レガシー（マーク・ゴードン ）
- ザ・バイクライダーズ（ベニー〈オースティン・バトラー〉）

#### ドラマ
2015年
- ヘムロック・グローヴ（ローマン・ゴッドフリー〈ビル・スカルスガルド〉）
- セーフハウス〜狙われた家族〜（サム〈ジェームズ・バロウズ〉）
- ザ・フォロイング3-最終決戦-（トム・レイエス〈ベンガ・アキナベ〉）

2016年
- Marvel ルーク・ケイジ（チコ）

2017年
- 獣電戦隊キョウリュウジャーブレイブ（4月14日 - 6月23日、チョン・ヒュンジュン / ブレイブキョウリュウブラック〈ホン・ソンホ〉）

2019年
- キャッスルロック（青年〈ビル・スカルスガルド〉）
- 宇宙船レッド・ドワーフ号 シーズン12（ジョンソン）

2020年
- ペリー・メイスン（ドレイク巡査〈クリス・チョーク〉）

2021年
- ラブアイランドUSA 水着で恋するラスベガス編（ジョニー・ミドルブルックス）

2022年
- 恋慕（ジルグム）
- シャンタラム（プラブ）
- 黒い王妃 カトリーヌ・ド・メディシス（モンテククリ）

2023年
- ウィンチェスターズ（カルロス・セルバンデス〈ジョナサン・''ジョジョ''・フレイテス〉）

#### アニメ
- おさるのジョージ
- コウノトリ大作戦!（2016年） - 球体生物 役
- スマーフ スマーフェットと秘密の大冒険（2017年） - 発明家 役
- FはFamilyのF（2015 - 2017年） - ケヴィン 役
- スモールフット（2018年） - ゲイリー 役[46]
- グリンチ（2018年） - カビンス 役[47]
- フリージ（2019年） - 戦士、バイヤーA、アブドラ、ラクダ商A 役
- マジックハンター：ダニエル・スペルバウンド（2022年）- ダニエル
- モンキー・キング（2023年）- 孫悟空

### 玩具
- 獣電戦隊キョウリュウジャー ガブリボルバー -MEMORIAL EDITION-（2024年6月27日）